# Peninsula Kanin
Peninsula Kanin este o peninsulă în Nordul Federației Ruse, între Marea Albă și Marea Barents. Suprafața aproximativă este de 10.5 mii kilometri pătrați. Aici se află o câmpie colinară. Tundră. Pescuit. Vânătoare și creșterea renilor.